# Sternarchogiton porcinum
Sternarchogiton porcinum är en fiskart som beskrevs av Eigenmann och Allen 1942. Sternarchogiton porcinum ingår i släktet Sternarchogiton och familjen Apteronotidae. Inga underarter finns listade i Catalogue of Life.